# Au bon ticket
Au bon ticket est une ancienne base de données cinématographiques francophone agrémentée de fonctions sociales. L'objectif était de rivaliser avec l'IMDb et de proposer un service rapide, gratuit et sans publicité.
Ce site internet n'existe plus depuis fin 2014.

## La base de données
Il y avait en 2009 plus de 75 000 fiches disponibles (près de 30 000 films et 45 000 personnalités) alors que IMDb en propose de l'ordre de deux millions.
Un gros travail a été effectué en ce qui concerne les films français du début du siècle.

## Réseau social
Ce site proposa également une sorte de réseau social. Après avoir noté quelques films, un membre se voit attribuer d'autres membres qui ont à peu près les mêmes goûts que lui (ses voisins). Ainsi il peut savoir à l'avance s'il a des chances d'aimer tel ou tel film en regardant ce qu'en ont pensé ses voisins. Il peut aussi recevoir des suggestions de films qu'il pourrait aimer.